# Michele Orlando
Michele Orlando (Palermo, 11 luglio 1973) è un ex pugile italiano.

## Carriera
Debutta il 7 aprile 1995 contro il piemontese Giuseppe Susetti vincendo ai punti. Inizia a collezionare diverse vittorie che si concludono tutte prima del limite.
Il 23 luglio 1998 contro Vittorio Emanuele Barbante diventa Campione d'Italia. Successivamente verrà sconfitto dal campano Pasquale Perna, il 19 dicembre 1998, che a sua volta perde il titolo contro Carlo Brancalion il 13 maggio 1999. Orlando riconquista il titolo di Campione d'Italia l'8 luglio 1999 contro Brancalion a Rovigo, difendendolo nell'ottobre dello stesso anno contro Luca Messi.
L'anno successivo, disputa due match contro Pasquale Perna. Il primo incontro viene vinto da Perna il 24 marzo 2000 a Battipaglia perdendo il titolo, il re-match viene disputato il 7 ottobre 2000 a Olbia, riconquistando il titolo ai punti. Difende la Cintura contro Francesco Cioffi il 16 dicembre del 2000 a Olbia, e contro Vincenzo Finzi il 31 agosto 2001 a Guidonia Montecelio.
Il 12 ottobre 2001, combatte per il Titolo IBF dei pesi Welter contro Sergey Bashkirov a Palermo e diventa campione Inter-Continental Welter IBF.
Il titolo IBF Inter-Continental verrà successivamente difeso contro il tedesco Turgay Uzun nell'aprile del 2002 e nell'agosto del 2003 Orlando perde il match contro il turco Alpaslan Aguzum valevole per il titolo internazionale WBC.
A novembre del 2004, combatte per il titolo intercontinentale IBF contro il finlandese Juho Tolppola, che viene sconfitto da Orlando ai punti dopo 12 round.
Il 1 luglio 2005 a Palermo, Orlando mette ko con un doppio montante il francese Anthony Guillet e diventa campione europeo EBU dei pesi welter.
Il 24 novembre 2006 disputa il match valevole per il titolo vacante IBF dei pesi super welter, batte per decisione unanime il piemontese Alessio Furlan, il guerriero di Rocca Canavese.
Il 6 aprile 2013 disputa il suo ultimo match, dopo uno stop di 6 anni, affronta il colombiano Jorge Ortiz a Roma, concludendo la sua carriera con una vittoria.

## Lista degli incontri
Di seguito, la lista degli incontri disputati da professionista
↵43 INCONTRI DISPUTATI
| 36 Vittorie | 2 Pareggi | 5 Sconfitte |
| 18 Kos      |           | 4 Kos       |
| ----------- | --------- | ----------- |

| N. | Risultato | Avversario                 | Metodo       | Data       | Luogo                            | Note |
| -- | --------- | -------------------------- | ------------ | ---------- | -------------------------------- | --- |
| 43 | Vittoria  | Jorge Ortiz                | W-PTS        | 2013-04-06 | Roma                             | |
| 42 | Vittoria  | Eugen Stan                 | W-PTS        | 2007-12-12 | Roma                             | |
| 41 | Vittoria  | Attilla Kiss               | W-PTS        | 2007-06-22 | Roma                             | |
| 40 | Vittoria  | Alessio Furlan             | W-UD         | 2006-11-24 | PalaUditore, Palermo             | International Super Welter (vacant) IBF🏆CampioneMatteo Fratini 116-111 Luca Montella 117-110 Luciano Tagliamonte 117-110 |
| 39 | Vittoria  | Samir Cherrard             | W-PTS        | 2006-10-21 | Roma                             | |
| 38 | Vittoria  | Virgil Meleg               | W-PTS        | 2006-07-15 | Paratico                         | |
| 37 | Sconfitta | Michel Trabant             | L-TKO        | 2006-02-04 | Burg-Waechter Duesseldorf        | European Union Welter EBU                                                                                                 |
| 36 | Vittoria  | Zoran Didanović            | W-KO         | 2005-12-16 | Brescia                          | |
| 35 | Vittoria  | Anthony Guillet            | W-KO         | 2005-07-01 | Palermo                          | European Union Welter (vacant) EBU 🏆 Campione                                                                            |
| 34 | Vittoria  | Joseph Walter Leichnig     | W-KO TECNICO | 2005-05-27 | Guidonia Montecelio              | |
| 33 | Vittoria  | Karoly Domokos             | W-KO TECNICO | 2005-04-16 | Palazzetto dello Sport, Bergamo  | |
| 32 | Vittoria  | Tomas Kugler               | W-KO TECNICO | 2005-02-18 | Rovigo                           | |
| 31 | Vittoria  | Juho Tolpolla              | W-SD         | 2004-11-26 | PalaSegesta, Calatafimi          | International Welter (vacant) IBF 🏆 Campione Matteo Fratini 115-113 Francesco Rega 113-115 Luciano Tagliamonte 115-113   |
| 30 | Pareggio  | Vasile Surcica             | D-PTS        | 2004-10-29 | Ariano nel Polesine              | |
| 29 | Pareggio  | Mustapha Bouzid            | D-SD         | 2004-08-06 | Palermo                          | Inter-Continental Welter WBA                                                                                              |
| 28 | Vittoria  | Luigi Mimoune              | W-PTS        | 2004-05-28 | Piacenza                         | |
| 27 | Vittoria  | Alban Mothie               | W-PTS        | 2004-04-30 | Bergamo                          | |
| 26 | Vittoria  | Virgil Meleg               | W-PTS        | 2004-03-27 | Rocca Canavese                   | |
| 25 | Vittoria  | Giudicale Bedel            | W-KO TECNICO | 2003-12-05 | Sassari                          | |
| 24 | Sconfitta | Alpaslan Aguzum            | L-KO         | 2003-08-16 | Nuerburgring, Nuerburg           | International Welter WBC                                                                                                  |
| 23 | Vittoria  | Julio Cesar Meran          | W-UD         | 2003-03-22 | Casino di Campione               | |
| 22 | Vittoria  | Sergej Starkov             | W-UD         | 2002-09-13 | Marina Piccola                   | |
| 21 | Vittoria  | Turgay Uzun                | W-KO TECNICO | 2002-04-06 | Guidonia Montecelio              | Inter-Continental Welter IBF 🏆 Difesa Titolo                                                                             |
| 20 | Vittoria  | Sergej Baškirov            | W-KO         | 2001-10-12 | Palermo                          | Inter-Continental Welter (vacant) IBF 🏆 Campione                                                                         |
| 19 | Vittoria  | Vincenzo Finzi             | W-UD         | 2001-08-31 | Uta                              | Federazione Pugilistica Italiana FPI 🏆 Cartellini: 98-91 97-90 97-91                                                     |
| 18 | Vittoria  | Francesco Cioffi           | W-TD         | 2000-12-16 | Guidonia Montecelio              | Federazione Pugilistica Italiana FPI 🏆                                                                                   |
| 17 | Vittoria  | Pasquale Perna             | W-PTS        | 2000-10-07 | Olbia                            | Federazione Pugilistica Italiana FPI 🏆                                                                                   |
| 16 | Vittoria  | David Sarraile             | W-KO         | 2000-07-29 | Stadio Granillo, Reggio Calabria | |
| 15 | Sconfitta | Pasquale Perna             | L-SD         | 2000-03-24 | Battipaglia                      | Federazione Pugilistica Italiana FPI                                                                                      |
| 14 | Vittoria  | Paulo Alejandro Sánchez    | W-UD         | 1999-12-18 | Porto Torres                     | |
| 13 | Vittoria  | Luca Messi                 | W-KO         | 1999-10-22 | Brembate                         | Federazione Pugilistica Italiana FPI 🏆 Difesa Titolo                                                                     |
| 12 | Vittoria  | Carlo Brancalion           | W-KO         | 1999-07-08 | Rovigo                           | Federazione Pugilistica Italiana FPI 🏆 Campione                                                                          |
| 11 | Vittoria  | Jorge Ortiz                | W-TKO        | 1999-06-19 | Piove di Sacco                   | |
| 10 | Sconfitta | Pasquale Perna             | L-TKO        | 1998-12-19 | Rieti                            | Federazione Pugilistica Italiana FPI                                                                                      |
| 9  | Vittoria  | Vittorio Emanuele Barbante | W-KO         | 1998-07-23 | Rispescia                        | Federazione Pugilistica Italiana FPI 🏆 Campione                                                                          |
| 8  | Vittoria  | Umberto Merolla            | W-TKO        | 1998-05-29 | Palasport, Pesaro                | |
| 7  | Vittoria  | Tibor Kirik                | W-KO         | 1997-12-05 | Rieti                            | |
| 6  | Vittoria  | Josef Krenek               | W-KO         | 1997-07-05 | Magliano Sabina                  | |
| 5  | Vittoria  | Mirsad Ramusovic           | W-PTS        | 1997-05-24 | Rieti                            | |
| 4  | Vittoria  | Michele Cusumano           | W-TKO        | 1996-11-16 | Roma                             | |
| 3  | Vittoria  | Salah Eddine Kobba         | W-TKO        | 1996-08-03 | Montefiascone                    | |
| 2  | Sconfitta | Filippo Gregorio           | L-KO         | 1995-11-09 | Battipaglia                      | |
| 1  | Vittoria  | Giuseppe Susetti           | W-PTS        | 1995-04-07 | Pesaro                           | |

Legenda
W: vittoria
W-PTS= Vittoria ai punti
W-KO TECNICO (W-TKO) = Interruzione del match decretata dall'arbitro
W-UD= Decisione unanime
W-SD= Due dei tre giudici assegnano il punteggio a un concorrente come vincitore, mentre il terzo giudice assegna il punteggio all'altro concorrente.
W-TD= Decisione tecnica
D-pareggio
D-PTS= Pareggio ai punti
L: Sconfitta
L-KO (L-TKO) = Sconfitta per ko
L-SD: Due dei tre giudici assegnano il punteggio a un concorrente come vincitore, mentre il terzo giudice assegna il punteggio all'altro concorrente.